# Lista de membros da Academia Nacional de Ciências dos Estados Unidos (ciências físicas aplicada)
Esta lista é uma subseção da lista de membros da Academia Nacional de Ciências dos Estados Unidos, que inclui aproximadamente 2000 membros e 350 associados estrangeiros da Academia Nacional de Ciências dos Estados Unidos, cada um dos quais sendo afiliado a uma das 31 seções disciplinares. São dados o nome, instituição primária e ano da seleção. Esta lista não inclui membros falecidos.

## Ciências físicas aplicada
| Alexei Alexeevich Abrikosov | Argonne National Laboratory                      | 2000 |
| Boris Altshuler             | Universidade de Princeton                        | 2002 |
| N. W. Ashcroft              | Universidade Cornell                             | 1997 |
| David E. Aspnes             | Universidade Estadual da Carolina do Norte       | 1998 |
| Robert Balluffi             | Instituto de Tecnologia de Massachusetts         | 1982 |
| Malcolm Beasley             | Universidade Stanford                            | 1993 |
| Ira Bernstein               | Universidade Yale                                | 1984 |
| Gerd Binnig                 | IBM                                              | 1987 |
| Robert Birgeneau            | Universidade da Califórnia em Berkeley           | 2004 |
| W. F. Brinkman              | Universidade de Princeton                        | 1984 |
| Elias Burstein              | Universidade da Pensilvânia                      | 1979 |
| John Werner Cahn            | National Institute of Standards and Technology   | 1973 |
| Manuel Cardona              | Max Planck Institute for Solid State Research    | 1987 |
| Kenneth Case                | Universidade Rockefeller                         | 1975 |
| Robert Cava                 | Universidade de Princeton                        | 2001 |
| David Chandler              | Universidade da Califórnia em Berkeley           | 1995 |
| Leroy Chang                 | Hong Kong University of Science and Technology   | 1994 |
| Praveen Chaudhari           | Laboratório Nacional de Brookhaven               | 2003 |
| C. W. Chu                   | Universidade de Houston                          | 1989 |
| Albert Clogston             | AT&T Corporation                                 | 1973 |
| Morrel Cohen                | Universidade Rutgers                             | 1978 |
| Herman Cummins              | City College of the City University of New York  | 1996 |
| Francisco de la Cruz        | Centro Atómico Bariloche                         | 2002 |
| Francis DiSalvo             | Universidade Cornell                             | 1991 |
| Robert Dynes                | University of California System                  | 1989 |
| Dean Eastman                | Universidade de Chicago                          | 1982 |
| Samuel Edwards              | Universidade de Cambridge                        | 1996 |
| Gert Ehrlich                | Universidade de Illinois em Urbana-Champaign     | 1986 |
| Mitchell Feigenbaum         | Universidade Rockefeller                         | 1988 |
| Zachary Fisk                | University of California, Davis                  | 1996 |
| Paul Fleury                 | Universidade Yale                                | 1999 |
| Alan Fowler                 | International Business Machines Corporation      | 1990 |
| Jacques Friedel             | Académie des Sciences de l'Institut de France    | 1992 |
| T. H. Geballe               | Universidade Stanford                            | 1973 |
| Ivar Giaever                | Instituto Politécnico Rensselaer                 | 1974 |
| Jerry Gollub                | Haverford College                                | 1993 |
| Arthur Gossard              | University of California, Santa Barbara          | 2001 |
| Robert Hall                 | General Electric                                 | 1978 |
| Alan Heeger                 | University of California, Santa Barbara          | 2001 |
| Robert Hellwarth            | Universidade do Sul da Califórnia                | 1986 |
| John Hirth                  | Washington State University                      | 1994 |
| Arthur Kantrowitz           | Faculdade de Dartmouth                           | 1966 |
| Leonid Keldysh              | Academia de Ciências da Rússia                   | 1995 |
| Miles Klein                 | Universidade de Illinois em Urbana-Champaign     | 1998 |
| Robert Kraichnan            |                                                  | 2000 |
| Herbert Kroemer             | University of California, Santa Barbara          | 2003 |
| James Langer                | University of California, Santa Barbara          | 1985 |
| Joel Lebowitz               | Universidade Rutgers                             | 1980 |
| Patrick Lee                 | Instituto de Tecnologia de Massachusetts         | 1991 |
| Tom Lubensky                | Universidade da Pensilvânia                      | 2002 |
| J. Ross Macdonald           | Universidade da Carolina do Norte em Chapel Hill | 1973 |
| Gerald Mahan                | Universidade Estadual da Pensilvânia             | 1995 |
| Theodore Harold Maiman      | Independent Consultant                           | 1980 |
| M. Brian Maple              | University of California, San Diego              | 2004 |
| N. David Mermin             | Universidade Cornell                             | 1991 |
| Marvin Minsky               | Instituto de Tecnologia de Massachusetts         | 1973 |
| Karl Alexander Müller       | University of Zurich                             | 1989 |
| Cherry Murray               | Universidade da Califórnia em Berkeley           | 1999 |
| Sidney Nagel                | Universidade de Chicago                          | 2003 |
| David R. Nelson             | Universidade Harvard                             | 1994 |
| Philippe Nozières           | Instituto Laue-Langevin                          | 1991 |
| Giorgio Parisi              | University of Rome                               | 2003 |
| Loren Pfeiffer              | Universidade de Princeton                        | 2011 |
| J. C. Phillips              | Universidade Rutgers                             | 1977 |
| Robert Wichard Pohl         | Universidade Cornell                             | 1999 |
| T. Maurice Rice             | Instituto Federal de Tecnologia de Zurique       | 1993 |
| M. N. Rosenbluth            | University of California, San Diego              | 1969 |
| John Rowell                 | Universidade do Estado do Arizona                | 1994 |
| Myriam Sarachik             | City College of the City University of New York  | 1994 |
| Lu Jeu Sham                 | University of California, San Diego              | 1998 |
| Y. Ron Shen                 | Universidade da Califórnia em Berkeley           | 1995 |
| Harry Eugene Stanley        | Universidade de Boston                           | 2004 |
| Richard Stein               | University of Massachusetts Amherst              | 1990 |
| Frank Stillinger            | Universidade de Princeton                        | 1984 |
| Horst Ludwig Störmer        | Universidade Columbia                            | 1999 |
| Harry Swinney               | University of Texas at Austin                    | 1992 |
| Jan Tauc                    | Universidade Brown                               | 1992 |
| Gareth Thomas               | MMFX Technologies Corporation                    | 1983 |
| David Thouless              | Universidade de Washington                       | 1995 |
| Daniel Chee Tsui            | Universidade de Princeton                        | 1987 |
| David Turnbull              | Universidade Harvard                             | 1968 |
| Klaus von Klitzing          | Max Planck Institute for Solid State Research    | 1990 |
| George Watkins              | Lehigh University                                | 1988 |
| Richard Webb                | Universidade da Carolina do Sul                  | 1996 |
| Alvin Weinberg              | Oak Ridge Associated Universities                | 1961 |
| Maw-Kuen Wu                 | Academia Sinica (Taiwan)                         | 2004 |